# Município de Bearfield (condado de Perry, Ohio)
Localização do Ohio nos E.U.A.
O município de Bearfield (em inglês: Bearfield Township) é um município localizado no condado de Perry no estado estadounidense de Ohio. No ano 2010 tinha uma população de 1677 habitantes e uma densidade populacional de 23,43 pessoas por km².

## Geografia
O município de Bearfield encontra-se localizado nas coordenadas 39° 41′ 11″ N, 82° 04′ 47″ O. Segundo o Departamento do Censo dos Estados Unidos, o município tem uma superfície total de 71.56 km², da qual 70,8 km² correspondem a terra firme e (1,07 %) 0,76 km² é água.

## Demografia
Segundo o censo de 2010, tinha 1677 pessoas residindo no município de Bearfield. A densidade de população era de 23,43 hab./km².